# Nasbinca
Nasbinca (łac. Diocesis Nasbincensis) – stolica historycznej diecezji w Cesarstwie rzymskim, w prowincji Mauretania Cezarejska. Współcześnie w północnej Algierii.

## Biskupi tytularni
| Lp. | Biskup                             | Funkcja                                    | Od                | Do                   |
| --- | ---------------------------------- | ------------------------------------------ | ----------------- | -------------------- |
| 1   | Manuel S. Salvador                 | biskup pomocniczy Cebu (Filipiny)          | 3 grudnia 1966    | 21 października 1969 |
| 2   | Abramo Freschi                     | biskup koadiutor Concordii (Włochy)        | 20 lipca 1970     | 14 kwietnia 1977     |
| 3   | Agustín Romualdo Alvarez Rodríguez | wikariusz apostolski Machiques (Wenezuela) | 10 marca 1986     | 11 sierpnia 2011     |
| 4   | Orlando Roa Barbosa                | biskup pomocniczy Ibagué (Kolumbia)        | 12 maja 2012      | 30 maja 2015         |
| 5   | Henry Aruna                        | biskup pomocniczy Kenema (Sierra Leone)    | 18 lipca 2015     | 26 stycznia 2019     |
| 6   | Walter Guillén Soto                | biskup pomocniczy Tegucigalpy (Honduras)   | 14 listopada 2020 | 27 kwietnia 2021     |
| 7   | Estêvão Binga                      | biskup pomocniczy Bengueli (Angola)        | 3 listopada 2021  | 1 sierpnia 2024      |
| 8   | Samuel Ferreira de Lima            | biskup pomocniczy Manaus (Brazylia)        | 25 listopada 2024 |                      |